# Christine de Bade-Durlach
Christine de Bade-Durlach (22 avril 1645 – 21 décembre 1705) est une aristocrate allemande.
Elle était la fille de Frédéric VI de Bade-Durlach et de Christine-Madeleine de Deux-Ponts-Cleebourg. Elle a été mariée une première fois avec Albert II de Brandebourg-Ansbach. Il mourut en 1667, et en 1681 elle se remarie avec Frédéric Ier de Saxe-Gotha-Altenbourg, veuf plus tôt dans l'année. Elle n'a pas eu d'enfants de ses deux mariages.